# Loena 4

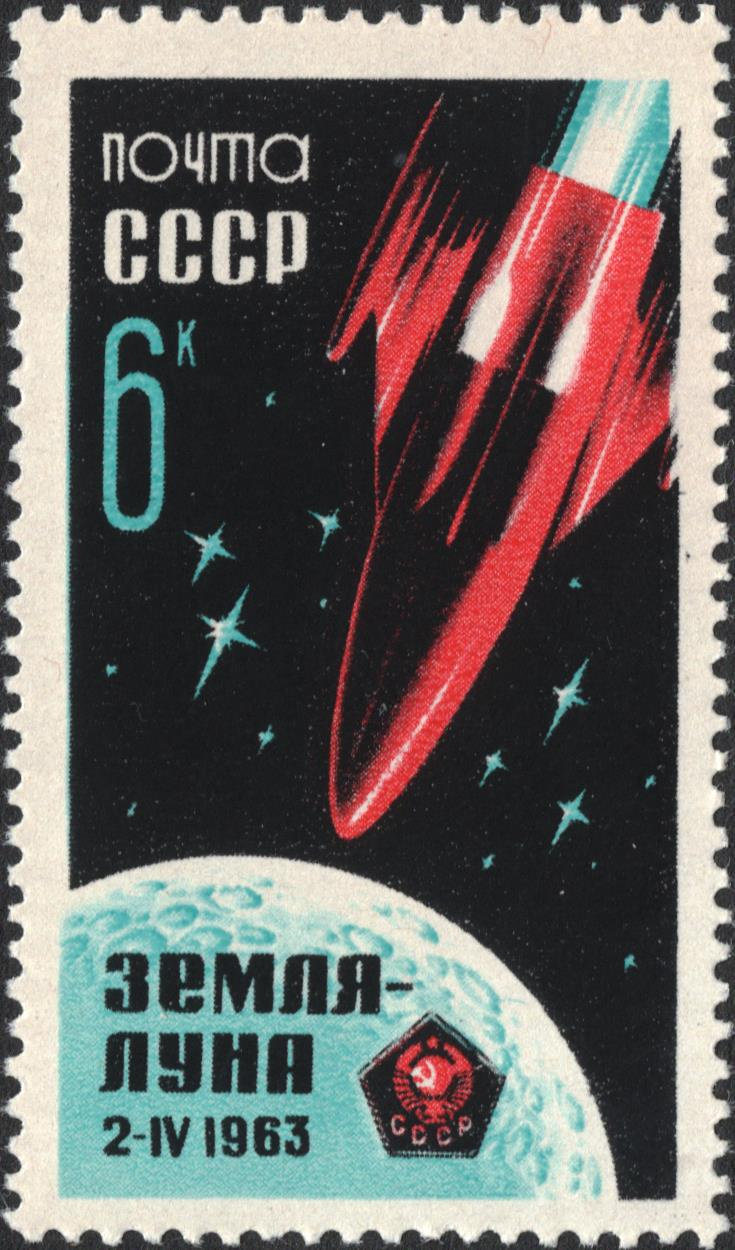
Russische postzegel uit 1963 met daarop de Loena 4

Loena 4 (E-6 serie) (Russisch: Луна-4) was het eerste succesvolle ruimtevaartuig van de Sovjet-Unie van hun tweede-generatie Loena-programma. Het ruimtevaartuig werd eerst geplaatst in een lage omloopbaan rond de Aarde (167 tot 182 km hoogte) en daarna naar de Maan gezonden. Loena 4, de tweede poging van dit programma, bereikte de gewenste baan, maar door het niet uitvoeren van een vereiste middenbaancorrectie had het tot gevolg dat hij de Maan miste met 8336,2 km om 13:25 UT op 5 april 1963. Het andere doel van de missie was informatie te verkrijgen over de kenmerken van de maanoppervlakte. Deze kenmerken omvatten de hoeveelheid kraters en vormen, structuur en grootte van kraters.
Loena 1958A · Loena 1958B · Loena 1958C · Loena 1 · Loena 1959A · Loena 2 · Loena 3 · Loena 1960A · Loena 1960B · Spoetnik 25 · Loena 1963B · Loena 4 · Loena 1964A · Loena 1964B · Kosmos 60 · Loena 1965A · Loena 5 · Loena 6 · Loena 7 · Loena 8 · Loena 9 · Kosmos 111 · Loena 10 · Loena 11 · Loena 12 · Loena 13 · Loena 1968A · Loena 14 · Loena 1969A · Loena 1969C · Loena 15 · Kosmos 300 · Kosmos 305 · Loena 1970A · Loena 16 · Loena 17 · Loena 18 · Loena 19 · Loena 20 · Loena 21 · Loena 22 · Loena 23 · Loena 1975A · Loena 24 · Loena 25 · Loenochod